# Ancienne église Saint-Martin de Sallertaine
L’église Saint-Martin est une église des XIe siècle et XIIe siècle située à Sallertaine, en France. Elle dépend du diocèse de Luçon. Elle est dédiée à saint Martin.

## Localisation
L'église est située dans le département français de la Vendée, sur la commune de Sallertaine.

## Historique
Cette église est le reste d'un ancien prieuré fondé au début du XIe siècle dépendant de l'abbaye de Marmoutier. Quelques maçonneries de l'église primitives subsistent dans les murs. L'état actuel de l'édifice est le résultat d'une grande reconstruction menée à la fin du XIIe siècle. L'église fut consacrée en 1173 par l'évêque de Poitiers.
Le voûtement de la croisée du transept présente une curiosité unique dans l'Ouest de la France. Cherchant visiblement à imiter le gothique dit Plantagenêt, le maître-maçon, qui ne semble pas familier de cette technique nouvelle, a réalisé une coupole romane, suffisante en elle-même, qu'il a habillé de nervures, sans nécessité structurelle, mais qui lui confère un aspect évoquant les voûtes angevines.
Il reste quelques éléments de fresques dans le vaisseau qui en était autrefois entièrement recouvert, en particulier une crucifixion exceptionnelle car le Christ y a encore les yeux ouverts. Une partie de la nef a été démolie.
L'église subit des dégâts en 1568 lors des guerres de Religion. D'importantes restaurations eurent lieu à partir de 1617. Les étroites fenêtres romanes furent agrandies, la croisée est surmontée d'un flèche de charpente. Trois retables viennent orner l'abside et les transepts, entraînant la destruction de l'absidiole sud et l'installation de la sacristie dans celle du sud, séparée du transept par un mur supportant le nouvel autel.
Endommagée pendant la révolution, devenue trop étroite au XIXe siècle, elle est remplacée par une nouvelle église paroissiale en 1906. Elle aurait alors dû être détruite, mais l'abbé Grelier, passionné d'archéologie, parvint à la faire classer au titre des monuments historiques en 1910 et 1912. Cependant, le classement ne comprenait l'extrémité occidentale de la nef, que la municipalité fit raser en 1915.

## Photographies

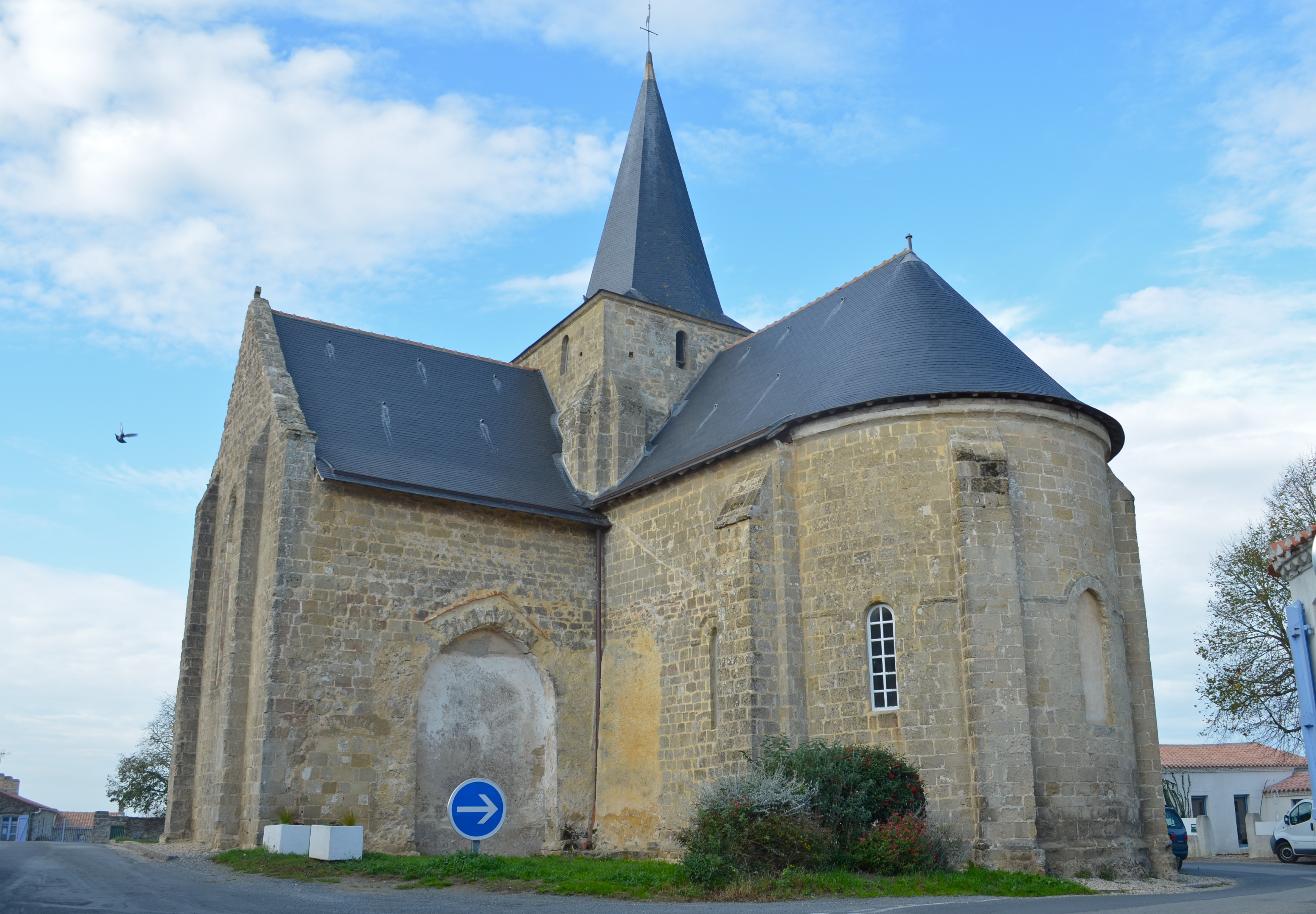
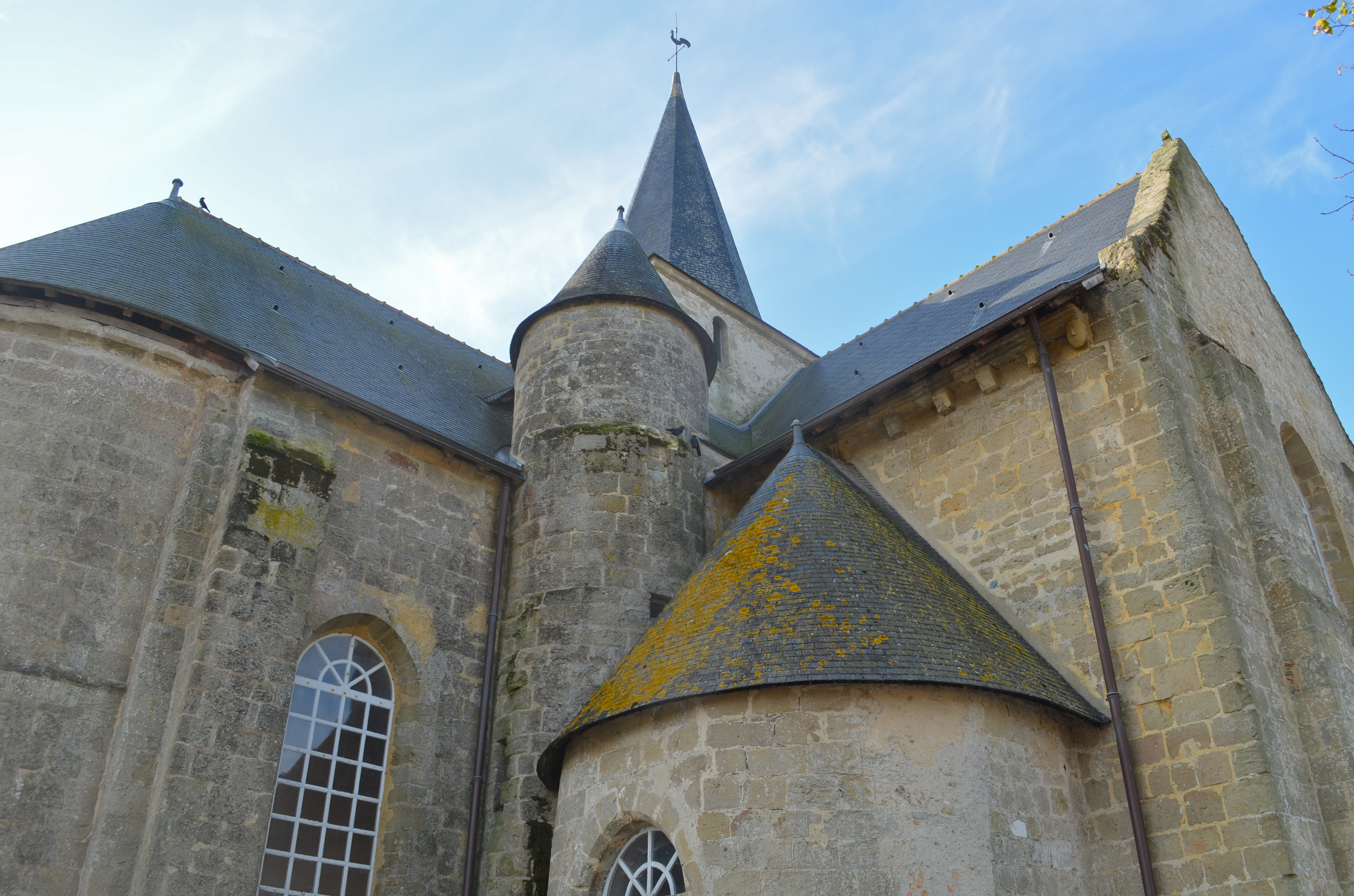
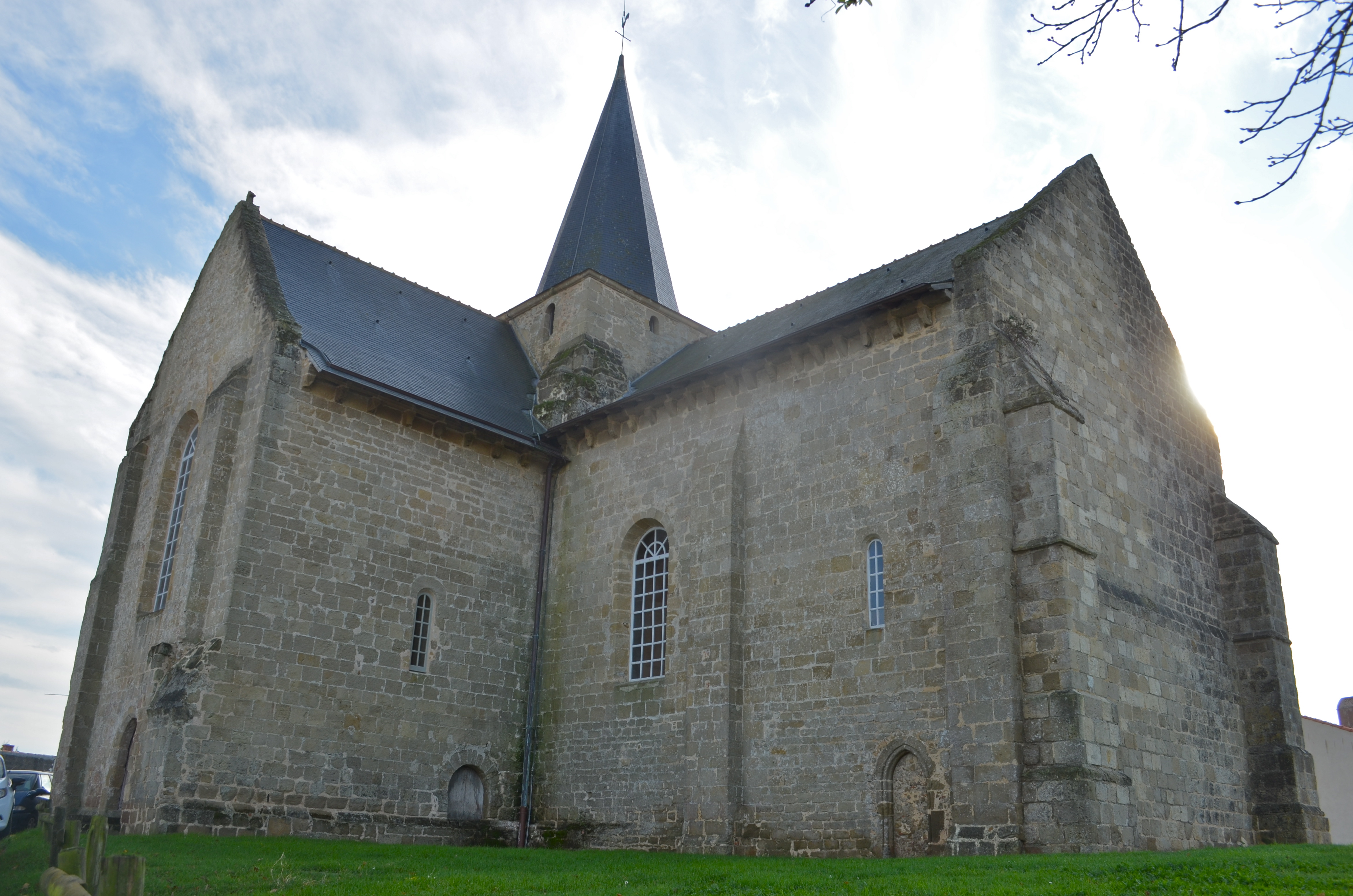